# Jefim Puszkin
Jefim Grigorjewicz Puszkin (ros. Ефи́м Григо́рьевич Пу́шкин, ur. 16 stycznia?/28 stycznia 1899 w stanicy Nowotroickaja w obwodzie kubańskim, zm. 11 marca 1944 k. wsi Nowoiwanowka w obwodzie mikołajowskim) – radziecki dowódca wojskowy, generał porucznik, Bohater Związku Radzieckiego (1941).

## Życiorys
W 1918 wstąpił ochotniczo do Armii Czerwonej, brał udział w wojnie domowej na Froncie Południowym i w stłumieniu powstania w Astrachaniu, od grudnia 1919 dowodził plutonem, a od maja 1920 szwadronu w 16 Armii na Froncie Zachodnim, walczył przeciw armii Denikina, Wojsku Polskiemu (wojna polsko-bolszewicka) i oddziałom Stanisława Bułaka-Bałachowicza. W 1921 ukończył kursy kawaleryjskie, 1922-1925 uczestniczył w walkach z basmaczami w Turkiestanie, był trzykrotnie ranny i raz kontuzjowany, dwukrotnie przedstawiono go do odznaczenia Orderem Czerwonego Sztandaru. Od lipca do stycznia 1930 dowodził szwadronem, od stycznia 1930 do grudnia 1931 był szefem sztabu 52 pułku kawalerii w Hajsynie (Ukraiński Okręg Wojskowy), 1932 ukończył kursy doskonalenia kadry dowódczej i został szefem sztabu 14 pułku pancernego 14 Dywizji Kawalerii Kijowskiego Okręgu Wojskowego, od października 1938 do grudnia 1940 był oficerem przy Radzie Wojennej Kijowskiego Specjalnego Okręgu Wojskowego, następnie pomocnikiem inspektora zarządu tego okręgu wojskowego. W lutym 1941 został dowódcą 32 Dywizji Pancernej 4 Korpusu Zmechanizowanego Kijowskiego Specjalnego Okręgu Wojskowego, po ataku Niemiec na ZSRR walczył na froncie, m.in. pod Dubnem, w lipcu 1941 został dowódcą 8 Dywizji Pancernej Frontu Południowego/Południowo-Zachodniego, od września 1941 do marca 1942 dowodził 130 Brygadą Pancerną (w którą została przeformowana 8 Dywizja Pancerna) na Froncie Południowym, brał udział w walkach obronnych w Donbasie i natarciu Armii Czerwonej pod Rostowem, 27 marca 1942 otrzymał stopień generała majora wojsk pancernych. W marcu-kwietniu 1942 był zastępcą dowódcy 18 Armii Frontu Południowego ds. wojsk pancernych, a od kwietnia do czerwca 1942 dowódcą 23 Korpusu Pancernego 6 Armii Frontu Południowo-Zachodniego, uczestniczył w charkowskiej operacji zaczepnej, od czerwca do sierpnia 1942 był zastępcą dowódcy wojsk Frontu Południowo-Zachodniego ds. wojsk pancernych, a od września do listopada 1942 zastępcą dowódcy 4 Armii Pancernej na Froncie Stalingradzkim/Dońskim, brał udział w etapie obronnym bitwy pod Stalingradem, 18 stycznia 1943 został generałem porucznikiem wojsk pancernych. Od listopada 1942 dowodził 23 Korpusem Pancernym w składzie 5 Armii Pancernej, 3 Armii Gwardii, 1 Armii Gwardii, 6 i 8 Armii Gwardii Frontu Południowo-Zachodniego, Południowego i 4 Ukraińskiego, uczestniczył w operacji woroszyłowgradzkiej, izjumsko-barwieńkowskiej, donbaskiej (1943), zaporoskiej, dniepropietrowskiej i berezniegowato-snigirewskiej operacji zaczepnej, w wyzwalaniu Donbasu i Prawobrzeżnej Ukrainy. Zginął podczas nalotu niemieckiego lotnictwa na pozycje Armii Czerwonej. Został pochowany w Dniepropetrowsku.

## Odznaczenia
- Złota Gwiazda Bohatera Związku Radzieckiego (9 listopada 1941)
- Order Lenina (1941)
- Order Czerwonego Sztandaru (1942)
- Order Suworowa II klasy (1943)
- Order Kutuzowa II klasy (1944)
- Order Wojny Ojczyźnianej I klasy

I medale.